# Fehér Zoltán (labdarúgó)
Fehér Zoltán (Szabadszállás, 1981. június 12. –) labdarúgó, a Szombathelyi Haladás játékosa.

## Sikerei, díjai
FC Sopron
- Magyarkupa-győztes: 2005

Győri ETO
- Magyar bajnoki bronzérmes: 2010, 2012